# ایوانتس
ایوانِتس (به کرواتی: Ivanec) شهری در واراژدین کشور کرواسی است که جمعیت آن در سال ۲۰۱۱ میلادی ۱۳٬۹۱۰ نفر بوده‌است.